# Trichopalpina
Trichopalpina là một chi bướm đêm thuộc họ Erebidae.